# Membrane atlanto-axoïdienne postérieure
La membrane atlanto-axoïdienne postérieure est une membrane large et fine constituant une jointure fibreuse entre l'axis et l'atlas.
Son insertion supérieure se situe sur le bord inférieur de l'arc postérieur de l'atlas et son insertion inférieure à l'avant du corps de l'axis.
Elle est équivalente aux ligaments jaunes.